# Девушка из каюты № 10
«Девушка из каюты № 10» (англ. The Woman in Cabin 10) — будущий американский психологический триллер режиссёра Саймона Стоуна по сценарию Джо Шрэпнела и Анны Уотерхаус. Экранизация одноимённого романа Рут Уэйр 2016 года. Главную роль в фильме исполнит Кира Найтли.
Премьера запланирована на Netflix.

## Сюжет
Женщина-репортёр, освещающая первый рейс роскошного круизного лайнера, уверена, что видела, как таинственный пассажир выпал за борт, но все гости и члены экипажа остались на месте, и никто больше не заинтересован в расследовании.

## В ролях
- Кира Найтли — Лора "Ло" Блэклок
- Гай Пирс — Ричард Булмер
- Ханна Уоддингем
- Кая Скоделарио
- Гугу Мбата-Роу
- Арт Малик
- Дэниел Ингс
- Дэвид Моррисси
- Пол Кэй

## Производство
Экранизация одноимённого романа Рут Уэйр 2016 года, CBS приобрела права на экранизацию в 2017 году и начала разработку фильма совместно с Gotham Group, сценаристкой стала Хиллари Сейц.
О начале работы над фильмом по заказу компании Netflix стало известно в мае 2024 года, режиссёром стал Саймон Стоун, авторами сценария стали Джо Шрэпнел и Анна Уотерхаус. Главную роль получила Кира Найтли. Производством фильма занимается компания Sister, продюсерами стали Синди Холланд и Дебра Хейворд, а исполнительным продюсером — Ида Диффли.  В сентябре к актёрскому составу присоединились Гай Пирс, Ханна Уоддингем, Кая Скоделарио и Гугу Мбата-Роу.
Основные съёмки проходили на острове Портленд в Дорсете, Англия, в сентябре 2024 года. Съёмки проходили на суперяхте Savannah.